# Stephen Clarkson
 (août 2020).
Si vous disposez d'ouvrages ou d'articles de référence ou si vous connaissez des sites web de qualité traitant du thème abordé ici, merci de compléter l'article en donnant les références utiles à sa vérifiabilité et en les liant à la section « Notes et références ».
Stephen Clarkson, né le 21 octobre 1937 et mort le 28 février 2016, est un politologue canadien et professeur d'économie politique à l'Université de Toronto.

## Vie et carrière
Les travaux ultérieurs de Clarkson se sont principalement concentrés sur deux domaines : l'évolution de l'Amérique du Nord en tant qu'État continental, réintégré par l'Accord de libre-échange nord-américain (ALENA) et deux décennies de néoconservatisme ; et l'impact de la mondialisation et de la libéralisation du commerce sur l'État canadien. Ses publications sur ces thèmes incluent Uncle Sam and Us : Globalization, Neoconservatism and the Canadian State, publié en 2002 ; et Global Governance and the Semi-peripheral State : L'OMC et l'ALENA comme constitution externe du Canada dans Gouverner sous tension : Middle Powers and the Challenge of Globalization.
Clarkson avait enseigné et écrit sur la politique étrangère canadienne et la politique des partis fédéraux. Après une campagne infructueuse comme candidat libéral à la mairie de Toronto en 1969, Clarkson a été actif au sein du Parti libéral pendant six ans. Après le retrait de Pierre Trudeau de la vie politique en 1984, Clarkson a passé une décennie à co-écrire avec sa femme Christina McCall le livre Trudeau and Our Times, qui a remporté le prix du Gouverneur général pour les ouvrages de non-fiction.
Les connaissances et l'expérience de Clarkson en matière de politique canadienne ont conduit à la commande d'un historique des campagnes électorales fédérales au Canada à partir de 1974. Ces essais ont servi de base à son livre de 2005, The Big Red Machine : How the Liberal Party Dominates Canadian Politics.
Clarkson était réputé pour son enseignement, recevant de nombreuses récompenses pour son travail à l'Université de Toronto. Il encourageait beaucoup la vie "engagée", emmenant ses étudiants faire des études extrascolaires sur le terrain à Washington et au Mexique, et les incitant à résister au monde qui les entourait s'ils en avaient envie. Clarkson commentait fréquemment la politique canadienne, en anglais et en français. Amateur de langues, il maîtrisait également l'espagnol, l'allemand, le russe et l'italien.
Clarkson est titulaire d'une licence de l'Université de Toronto, d'une maîtrise du New College, Oxford, et d'un doctorat de droit de l'université de Paris. Il a été "Senior Fellow" au Massey College, "Senior Fellow" au Centre for International Governance Innovation (CIGI) à Waterloo, Ontario et, en 2004, a été élu membre de la Société royale du Canada. En 2010, il a été nommé membre de l'Ordre du Canada.
La première femme de Clarkson était alors la journaliste et future gouverneure générale du Canada Adrienne Clarkson avec qui il a eu deux filles, Kyra et Blaise. Sa seconde épouse était la regrettée écrivaine politique Christina McCall. McCall a adopté ses deux filles, et il a adopté sa fille Ashley.
Clarkson est mort en Allemagne d'une pneumonie qui s'était transformée en septicémie, alors qu'il était en voyage de recherche avec ses étudiants. Il laisse dans le deuil son épouse Nora Born, qu'il a épousée en 2014.